# Ian Browne
Ian Sterry Browne (Melbourne, 22 juni 1931 – aldaar, 24 juni 2023) was een Australisch wielrenner.
Browne won tijdens de Olympische Zomerspelen 1956 in eigen land samen met Anthony Marchant de gouden medaille op de tandem. Bij twee deelnames aan de British Empire and Commonwealth Games (de latere Gemenebestspelen) won hij in 1958 goud op het onderdeel scratch en in 1962 brons op de sprint.
Browne overleed 92-jarige leeftijd.

## Resultaten
| Jaar | WK | Olympische Zomerspelen | Gemenebestspelen |
| ---- | -- | ---------------------- | ---------------- |
| 1956 |    | tandem                 |                  |
| 1958 |    |                        | scratch          |
| 1960 |    | 9e tandem              |                  |
| 1962 |    |                        | sprint           |
| 1964 |    | 5e tandem              |                  |

1908: André Auffray & Maurice Schilles ·
1920: Thomas Lance & Harry Ryan ·
1924: Jean Cugnot & Lucien Choury ·
1928: Daan van Dijk & Bernard Leene ·
1932: Louis Chaillot & Maurice Perrin ·
1936: Carl Lorenz & Ernst Ihbe ·
1948: Renato Perona & Ferdinando Terruzzi ·
1952: Russell Mockridge & Lionel Cox ·
1956: Anthony Marchant & Ian Browne ·
1960: Giuseppe Beghetto & Sergio Bianchetto ·
1964: Sergio Bianchetto & Angelo Damiano ·
1968: Pierre Trentin & Daniel Morelon ·
1972: Igor Zjelovalnikov & Vladimir Semenets